# Richard Garrard
Richard ("Dick") Edward Garrard (* 28. Juli 1910 in Melbourne, Victoria; † 1. März 2003 in Geelong) war ein australischer Ringer, der bei den Olympischen Spielen 1948 in London eine Silbermedaille im freien Stil im Weltergewicht gewann.

## Werdegang
Dick Garrard begann im Alter von 15 Jahren 1926 mit dem Ringen. Er konzentrierte sich dabei, wie damals in allen anglophilen Ländern üblich, auf den freien Stil. Im Laufe seiner Karriere wurde er insgesamt zehnmal australischer Meister im freien Stil im Leicht- bzw. Weltergewicht.
Seine internationale Karriere begann 1934 mit einem Sieg im Leichtgewicht bei den British Empire Games in London. Er siegte dort vor G. North aus England und Howard Thomas aus Kanada. 1936 startete er, wiederum im Leichtgewicht, bei den Olympischen Spielen in Berlin. Er verlor dort aber gegen Paride Romagnoli aus Italien und den späteren Olympiasieger Károly Kárpáti aus Ungarn und landete damit auf dem 12. Platz. 1938 wurde er in Sydney bei den British Empire Games wiederum Sieger im Leichtgewicht vor Vernon Thomas aus Neuseeland und Alfred Harding aus Südafrika.
Durch den Zweiten Weltkrieg wurde die internationale Ringerlaufbahn, wie bei vielen gleichaltrigen Ringerkollegen auch, unterbrochen. Es wären mit Sicherheit die besten Ringerjahre von Dick Garrard geworden.
So musste er bis 1948 warten, bis er wieder bei einer großen internationalen Meisterschaft an den Start gehen konnte. Es waren dies die Olympischen Spiele in London. Bereits 38-jährig gelang ihm dort im Weltergewicht mit dem Gewinn der olympischen Silbermedaille der größte Erfolg seiner Laufbahn. Dazu verhalfen ihm Siege über Willi Angst aus der Schweiz, Kálmán Sóvári aus Ungarn, A. Bhargava aus Indien und Jean Leclerc aus Frankreich. Gegen Leland Merrill aus den Vereinigten Staaten verlor er knapp nach Punkten (1:2) und von Yaşar Doğu aus der Türkei wurde er geschultert. Dass er die Silbermedaille gewann, hatte seinen Grund in dem damals gültigen Reglement, denn obwohl er gegen Leland Merrill verloren hatte, platzierte er sich vor diesem, weil er weniger Fehlpunkte als dieser hatte.
1950 siegte Dick Garrard zum dritten Mal bei den British Empire Games, die im neuseeländischen Auckland stattfanden. Im Leichtgewicht gewann er vor Morgan Plumb aus Kanada und George Hobson aus Neuseeland. Bei den Olympischen Spielen 1952 in Helsinki kam er im Leichtgewicht zu Siegen über Osvaldo Blasi aus Argentinien und Jack Ward aus Irland. Nach einer Niederlage in der 3. Runde gegen Takeo Shimotori aus Japan schied er aber aus und kam damit auf den 10. Platz.
1954 startete er, inzwischen schon 44-jährig, noch einmal bei den British Empire and Commonwealth Games 1954 im kanadischen Vancouver. Im Leichtgewicht gewann er dabei hinter Godfrey A. Pienaar aus Südafrika und Ruby Leibovitch aus Kanada eine Bronzemedaille. Er nahm im gleichen Jahr auch an der Weltmeisterschaft in Tokio teil und trainierte dazu sogar in das Federgewicht ab. Ihm gelang in Tokio aber nur ein Sieg über Mansuato Napilay von den Philippinen. Gegen Geza Hoffmann aus Ungarn und gegen Alan Rice aus den Vereinigten Staaten verlor er und erreichte mit diesen Ergebnissen den 7. Platz.
1956 wollte Dick Garrard noch einmal bei den Olympischen Spielen starten, die in Melbourne, also in seinem Heimatland Australien stattfanden. Er konnte sich aber nicht mehr für die australische Mannschaft qualifizieren. Er beendete daraufhin seine Laufbahn als aktiver Ringer. In den Folgejahren war er sowohl im australischen Ringerverband als auch im Australischen Olympischen Komitee in verschiedenen Führungspositionen tätig. Er erhielt auch mehrere hohe Auszeichnungen. 1970 wurde er mit dem Orden Member of the British Empire (MBE) ausgezeichnet, außerdem wurde er in die "Hall of Fame" des australischen Sports aufgenommen.

## Internationale Erfolge
| Jahr | Platz | Wettbewerb                                         | Gewichtsklasse | |
| ---- | ----- | -------------------------------------------------- | -------------- | --- |
| 1934 | 1     | British Empire Games in London                     | Leicht         | vor G. North, England und Howard Thomas, Kanada |
| 1936 | 12    | Olympische Sommerspiele in Berlin                  | Leicht         | nach Niederlagen gegen Paride Romagnoli, Italien und Károly Kárpáti, Ungarn |
| 1938 | 1     | British Empire Games in Sydney                     | Leicht         | vor Vernon Thomas, Neuseeland und Alfred Harding, Südafrika |
| 1948 | 2     | Olympische Sommerspiele in London                  | Welter         | mit Siegen über Willy Angst, Schweiz, Kálmán Sóvári, Ungarn, A. Bhargava, Indien und Jean Leclerc, Frankreich und Niederlagen gegen Leland Merrill, USA und Yaşar Doğu, Türkei |
| 1950 | 1     | British Empire Games in Auckland                   | Leicht         | vor Morgan Plumb, Kanada u. George Hobson, Neuseeland |
| 1952 | 10    | Olympische Sommerspiele in Helsinki                | Leicht         | mit Siegen über Osvaldo Blasi, Argentinien und Jack Ward, Irland und einer Niederlage gegen Takeo Shimotori, Japan                                                             |
| 1954 | 3     | British Empire and Commonwealth Games in Vancouver | Leicht         | hinter Godfrey Pienaar, Südafrika und Ruby Leibovitch, Kanada |
| 1954 | 7     | Weltmeisterschaften in Tokio                       | Feder          | mit einem Sieg über Mansuato Napilay, Philippinen und Niederlagen gegen Geza Hoffmann, Ungarn und Alan Rice, USA                                                               |

Anm.: alle Wettbewerbe im freien Stil, OS = Olympische Spiele, WM = Weltmeisterschaften, Federgewicht, bis 62 kg, Leichtgewicht, bis 1939 bis 66 kg, danach bis 67 kg, Weltergewicht, bis 73 kg Körpergewicht